# Jamie Byng
James Edmund Byng, también conocido como Jamie Byng (n. 27 de junio de 1969) es un editor británico. Es el director de la editorial escocesa independiente Canongate Books.

## Primeros años y educación
Byng creció en el pueblo Abbots Worthy, en Hampshire (Inglaterra). Fue el segundo hijo del octavo conde de Strafford y Jennifer May; es hermano de la escritora Georgia Byng y por medio de su padrastro, Christopher Bland, es medio hermano del periodista y exeditor de The Independent, Archie Bland.
Byng se formó en el Winchester College, un internado para varones en la ciudad de Winchester, en Hampshire; luego asistió a la Universidad de Edimburgo. Mientras cursaba sus estudios, administraba una discoteca llamada «Chocolate City» con su primera esposa, Whitney McVeigh, con la que luego tuvo dos hijos. Byng y McVeigh se divorciaron en 2001, y en 2005 volvió a casarse, esta vez con la agente literaria Elizabeth Sheinkman, con la que tuvo otros dos hijos.

## Trabajo como editor
Luego de su graduación, convenció a la editora escocesa Stephanie Wolfe Murray para que le diera un trabajo en Canongate, en ese entonces una empresa respetada pero marginada, que había iniciado sus actividades en 1973. Cuando Canongate estuvo a punto de quebrar, en 1994, Byng, que entonces rondaba los 20, organizó una subasta, ayudado por su socio Hugh Andrew, su padrastro y su futuro suegro, Salomon Smith Barney, codirector de Salomon Brothers. Su primera decisión para actualizar la imagen de la compañía fue editar la serie de policiales Payback y la revista Rebel Inc. para promocionar a autores de culto. También publicó los Pocket Canons junto con Matthew Darby, lo cual constituyó su primer gran éxito. El proyecto consistió en seleccionar libros de la Biblia con introducciones del Dalai Lama, entre otros. También llegó a vender dos mil copias de La vida de Pi, con ganancias de más de un millón de libras.
Byng también inició y dirigió la Noche Mundial de los Libros, un evento que tuvo lugar el 5 de marzo de 2011, luego del Día Mundial de los Libros el 3 de marzo, en la que un millón de libros (40 000 copias de 25 títulos cuidadosamente elegidos) fueron regalados al público en el Reino Unido e Irlanda del Norte. Hubo veinte mil «dadores», que distribuyeron 48 ejemplares del mismo libro, a quien ellos decidieran.